# Rasheedat Ajibade
Rasheedat Ajibade (8 dicembre 1999) è una calciatrice nigeriana, attaccante dell'Atlético Madrid e della nazionale nigeriana. Nel 2017, è stata nominata per prima nella top 10 delle migliori giovani calciatrici nel continente africano da Goal.com.

## Carriera
Ajibade ha rappresentato la Nigeria under 17, under 20 e la senior team nazionale. Ha giocato per FC Robo dalla stagione 2013 della Nigeria Women Premier League. Nel 2014 è stata nominata tra le migliori giovani talenti del campionato. A settembre 2018, ha vinto la gara di freestyle femminile di calcio nigeriano per la seconda volta consecutiva.

### Club
Durante le partite della seconda settimana della Nigeria Women Premier League 2015, Ajibade è stata inserita nella squadra della settimana, stilata da Soccerladuma South Africa; nonostante la squadra abbia perso contro il Confluence Queens durante il round delle partite. Per la stagione 2017 della Nigeria Women Premier League, Ajibade è stata nominata capitana della squadra di FC Robo, una delle marcatrici nella vittoria casalinga di Robos contro l'Ibom Angels durante la stagione. Il 13 luglio 2017, dopo aver perso i visitatori di Rivers Angels, Ajibade è stata quotata da SuperSport per rimproverare alle sue squadre le possibilità di qualificarsi per il Super 4, a causa della differenza di punti e del numero limitato di partite rimanenti. Rasheedat Ajibade ha vinto la prima edizione del Nigeria National Freestyle Championship, che è una competizione per promuovere il calcio freestyle. Nel 2017, nonostante il fatto che Robo non sia tra le squadre che hanno terminato la classifica, Ajibade è stata votata giocatrice della stagione dopo aver segnato otto reti per salvare la sua squadra dalla retrocessione. A maggio 2018, è stata nominata miglior giocatrice della Nigeria Women Premier League 2017 ai Nigeria Pitch Awards. A dicembre 2018, Ajibade avrebbe firmato un contratto biennale con la squadra norvegese Avaldsnes IL, una squadra che gioca nel Toppserien.

### Nazionale
Nelle qualificazioni africane, in rotta verso la Coppa del Mondo femminile U-17 FIFA 2014, Ajibade ha segnato una doppietta per la Nigeria, prima partita in Namibia. Alla competizione vera e propria, Ajibade ha segnato l'obiettivo vincente nella prima partita della Nigeria contro la Cina. Nell'ultima partita del girone contro il Messico, ha segnato un gol, vincendo due gol per chiudere un quarto di finale con la Spagna.
Ajibade è stata nominata nella squadra di 21 dall'allenatore Bala Nikiyu per la Coppa del Mondo femminile U-17 FIFA 2016, indossando la maglia numero 10. Nella competizione, Ajibade era il capitano della Nigeria e ha FIFA.com ha parlato della determinazione della squadra a fare meglio del traguardo dei quarti di finale del 2014. Ha anche fatto parte nella nazionale Under-20 della Nigeria alla FIFA Under 20 femminile della Coppa del Mondo, dove è stata nominata player of the match nella seconda partita del girone contro il Canada.
Nell'incontro del primo turno per determinare il rappresentante dell'Africa al Mondiale FIFA Under 20 2018 del 2018, Ajibade ha segnato una doppietta nel pareggio di andata contro la Tanzania, che ha dato alla Nigeria un vantaggio di tre gol prima della tappa di ritorno a Dar es Salaam. Nella partita di ritorno, disputata nell'ottobre del 2017, Ajibade ha segnato due gol in Nigeria con sei gol vittoria contro la squadra di casa. Il 27 gennaio 2018, ha segnato due gol nella vittoria dei sei gol della Nigeria contro il Sud Africa; la vittoria ha confermato la qualificazione della Nigeria per la Coppa del Mondo femminile U-20 FIFA 2018 in Francia.
A febbraio 2018, Rasheedat Ajibade, a fianco di Joy Jegede, Osarenoma Igbinovia e altre 18 giocatrici sono state selezionate dall'allenatore Thomas Dennerby per rappresentare la Nigeria all'edizione inaugurale della Coppa WAFU in Costa d'Avorio. Nel secondo incontro di gruppo del torneo regionale, Ajibade ha segnato una tripletta per portare la Nigeria in semifinale.
Ajibade ha fatto parte della squadra nazionale di calcio femminile delle Nazioni Africane del 2018 Nazioni Africane , che ha vinto il torneo.

## Palmarès

### Club
- Supercoppa spagnola: 1

Atlético Madrid: 2021

### Individuale
- League Bloggers Award, 2017, Nigeria Premier League femminile Player of the Season[28]
- Nigeria Pitch Awards, 2017, Nigeria Women Premier League Giocatrice della stagione[29]
- Nigeria Premier League femminile, 2017 - Capocannoniere (insieme a Reuben Charity)[30]
- Nigeria Football Federation, 2018 Young Player Of The Year[31]
- WAFU Women's Cup, 2018, Seconda miglior realizzatrice (in coppia con Ines Nrehy e Janet Egyir)
- Capocannoniere della Coppa d'Africa: 1

2022 (3 reti, a pari merito con Ghizlane Chebbak e Hildah Magaia)

### Squadra
- Coppa del Mondo femminile FIFA U-17 2014 - Quarti di finale
- WAFU Women's Cu, 2018, terzo posto [32]